# Oceán
Oceán – czeska grupa muzyczna, powstała w 1985 roku w Czeskich Budziejowicach.

## Muzycy

### Obecny skład zespołu
- Petr Kučera – instrumenty klawiszowe (od 1985)
- Jan Vozáry – perkusja (od 1985)
- Dušan Vozáry – instrumenty klawiszowe (od 1987)
- Jitka Charvátová – śpiew (od 2010)[1]

### Byli członkowie zespołu
- Michaela Klimková – wokalistka (do 1993)
- Zdeněk Pavelec – gitara (1985–1987)
- Petr Muk – śpiew, gitara basowa (1985–1993)

## Dyskografia

### Albumy
- Dávná zem (1990)
- Pyramida snů (1991)
- 2½ (1992)
- Roxy (2011)

### Minialbumy
- Odlesk tvůj (2011, remiksy)

### Single
- Ráchel / Dávná zem (1988)
- Lék světu / Jeden den (1989)
- Čas / Sen o měděných jablkách (1990)
- Narcis / Večer na zámku (1990)
- Noc je jako… / Černé je nebe (1991)

### Kompilacje
- Dekáda (1995)
- Best of (2009)